# Paulo Miranda (football, 1988)
Pour les articles homonymes, voir Paulo Miranda et Miranda.
Jonathan Doin, connu sous le nom de Paulo Miranda (né le 16 août 1988 à Castro), est un footballeur brésilien évoluant au poste de défenseur.

## Biographie
Paulo Miranda commence sa carrière professionnelle au Desportivo Brasil (en) en 2008. Il connaît rapidement plusieurs prêts, à la SE Palmeiras de 2008 à 2009, à l'Oeste FC (en) de 2010 à 2011 et à l'Esporte Clube Bahia en 2011.
En 2012, il rejoint le São Paulo FC avec lequel il remporte la Copa Sudamericana. 

## Palmarès
- Championnat d'Autriche en 2016, 2017 et 2018
- Vainqueur de la Coupe d'Autriche en 2016 et 2017
- Vainqueur de la Copa Sudamericana en 2012 avec le São Paulo FC
- Prix Lance! du meilleur arrière-droit du championnat du Brésil 2012[2]